# Quindecênviro dos fatos sagrados
Na Roma Antiga, os quindecênviros dos fatos sagrados (em latim: Quindecimviri sacris faciundis) eram os quinze ("quindecim") membros de um colégio com funções sacerdotais conhecido como Colégio dos Quindecênviros ou Colégio dos Quinze. Sua função principal era guardar os Livros Sibilinos, as escrituras que os romanos consultavam e interpretavam a pedido do Senado Romano. Este colégio também supervisionava a adoração de deuses estrangeiros em Roma.

## História
Originalmente, estes encargos eram realizados pelos duúnviros sagrados, dois patrícios, mas o número foi aumentado para dez pela Lex Licinia Sextia, em 367 a.C., que também exigia que metade deles fossem plebeus. No período intermediário da República Romana, os novos membros deste colégio eram admitidos através de um ato conhecido como "cooptação". 
Em algum momento do século III a.C., diversos sacerdócios romanos, provavelmente incluindo também os quindecênviros, começaram a ser eleitos pelas Assembleia das tribos. Durante sua ditadura (82-79 a.C.), Sula, através da lex Cornelia de sacerdotiis, adicionou cinco ao seu número, para um total de quinze. 
Posteriormente, seu corpo foi grandemente aumentado, e a certa altura eram sessenta, mas o nome dos membros se manteve como "quindecênviro". O colégio dos quindecênviros foi totalmente abolido na época do imperador bizantino Teodósio I (século IV).